# Thomas C. Kelly
Thomas C. Kelly (Wexford, 1917 – Dublin, 1985) was een Ierse componist en muziekpedagoog.

## Levensloop
Kelly studeerde muziek aan het University College Dublin (Ollscoil na hÉireann, Baile Átha Cliath) (UCD) bij onder anderen John Larchet en behaalde aldaar zijn Bachelor of Music. Hij werd muziekdirecteur aan het Clongowes Wood College in de buurt van Clane in het Ierse graafschap County Kildare en bleef in deze functie tot aan zijn pensionering.
Hij arrangeerde en componeerde werken - meest in de traditionele Ierse stijl - voor orkest, harmonieorkest, vocale muziek en kamermuziek. Zijn orkestwerken werden meestal uitgevoerd door het omroeporkest (Radio Éireann orchestra) of door de Dublin Orchestral Players.

## Composities

### Werken voor orkest
- 1949: - Three Pieces, voor strijkorkest
- 1949: - Variations on a Traditional Air, voor orkest
- 1958: - Fantasia on two Irish airs, voor harp en orkest
- 1977: - O'Carolan Suite in Baroque Style, voor strijkorkest
  1. O'Carolan's Concerto
  2. Fanny Power
  3. Planxty McGuire
  4. O'Carolan's Farewell
  5. Planxty Johnston
- - Reel, voor kamerorkest

### Werken voor harmonieorkest
- 1950: - A Wexford Rhapsody

### Missen en andere kerkmuziek
- 1976: - Mass for Peace, voor spreker, gemengd koor en orgel

### Vocale muziek

#### Werken voor gemengd koor
- 1959: - Everlasting voices, voor gemengd koor a capella - tekst: William Butler Yeats
- - A stór, a stór, a ghrá, voor gemengd koor
- - An raibh tú ag an gcarraig, voor gemengd koor

#### Liederen
- 1948: - Shed no tear, voor zangstem en piano - tekst: John Keats
- 1949: - Innisfree, voor zangstem en piano - tekst: William Butler Yeats

### Werken voor piano
- 1952: - Suite of Irish Airs